# Dan Sapunar

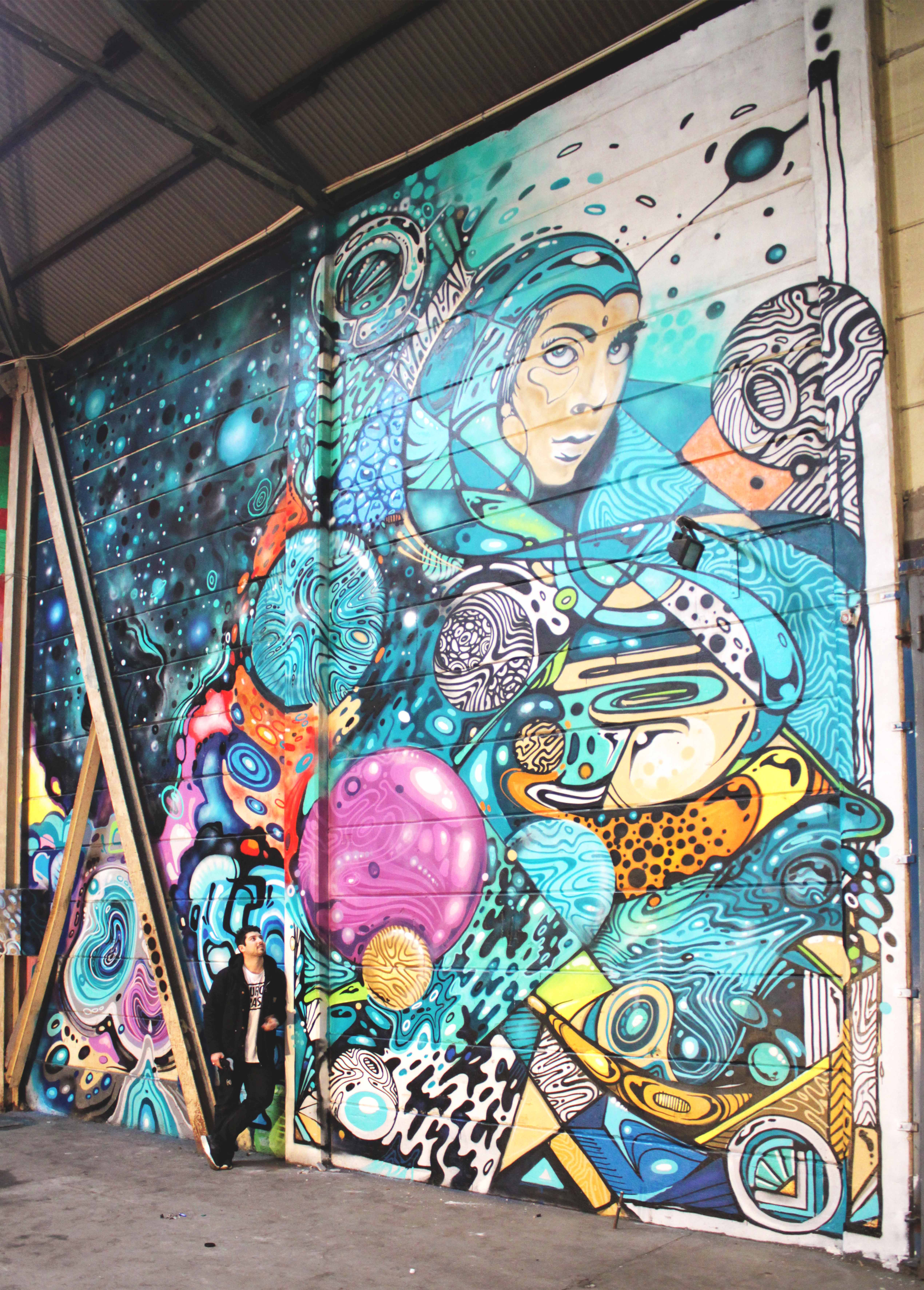
Muralmålningen Cosmic mother.

Dan Sapunar, folkbokförd som Dan Bengtsson, född 1989 i Kroatien, är en svensk konstnär och konstpedagog, verksam under konstnärsnamnet Spaceism. Han är baserad i Malmö och Amsterdam samt är känd för sina färgstarka, storskaliga muralmålningar och deltagarbaserade konstprojekt.

## Biografi
Sapunar är utbildad vid Konstfack där han tog masterexamen i konst. Han har även studerat motion design vid Hyper Island. Han började sin konstnärliga bana inom graffiti och streetart, men har med tiden utvecklat ett multidisciplinärt uttryck som inkluderar muralmålning,animation, fotografi, illustration och installationer. Han har även lett några av Sveriges streetart-projekt såsom Malmö festivalen , Color Invasion , Street Art Österlen, ArtScapeoch Street Art Lindesberg. Han har arbetat med internationella muralprojekt och festivaler runt om Världen i  bla MiamiUsa, Akumal steetart festival  Mexico , Onou Papeete -Tahiti 

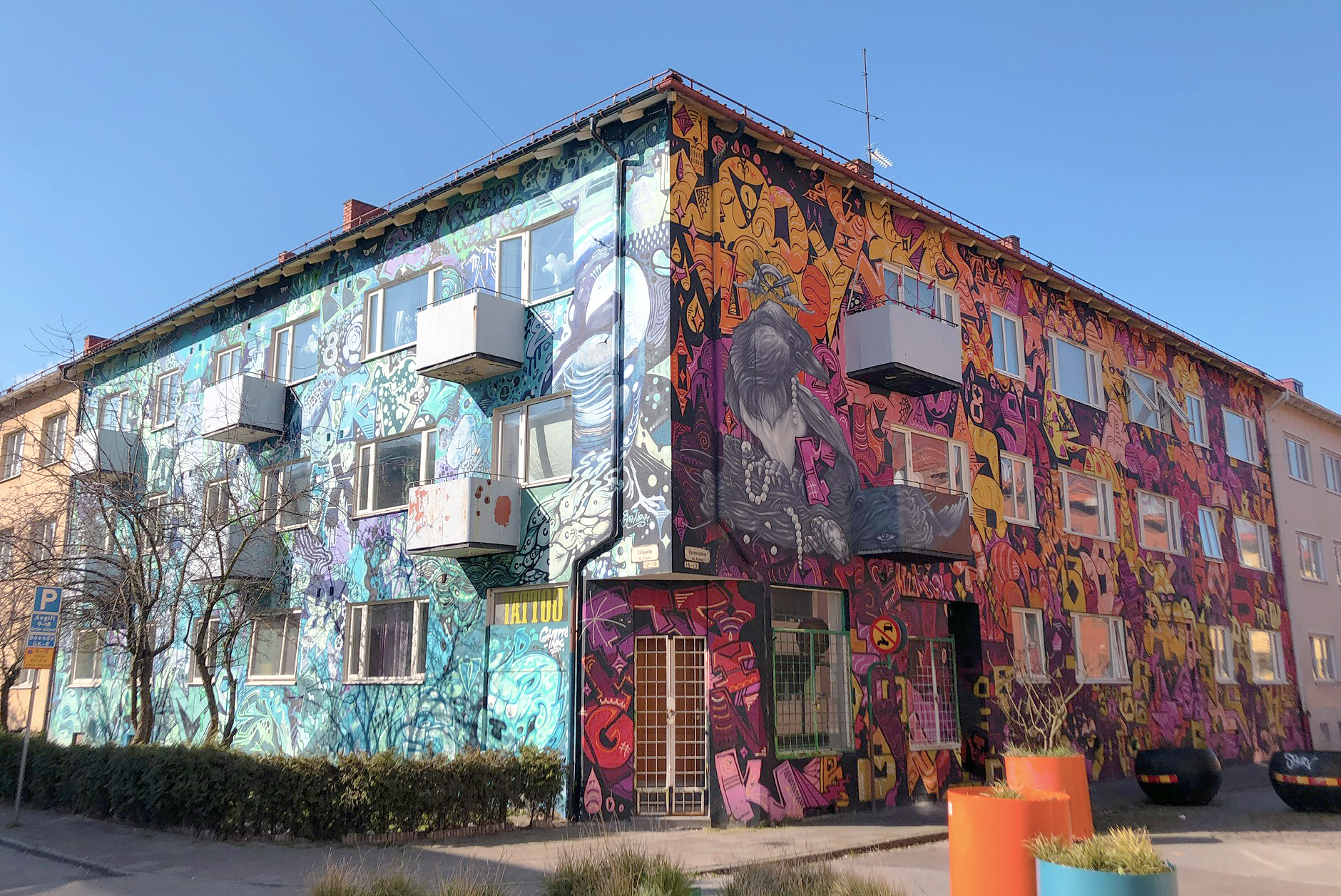

I Sverige är han känd för sina färgstarka och stora väggmålningar, bland annat ett helt bostadshus pa sevedplan i Malmö som kallats "Sveriges färggladaste hus".  ,Han har deltagit i olika kommunala konstprojekt i bla Helsingborg  med trafikverket i Göterborg och Skapande skola-initiativ i flera svenska städer, såsom Trelleborg, Staffanstorp, och Bara. Ett av hans senare offentliga verk är en konstinstallation på en skolgård i Varla, Halland. ''Utsmyckning av P-huset Anna'' – På insidan av det klassiska parkeringshuset i centrala Malmö, hem till en av Sveriges äldsta legala Graffiti väggar, har Sapunar skapat en ny permanent målning i flera plan som hyllar väggens historiska betydelse och samtida uttryck.

Sapunar har ställt ut i Sverige och internationellt, bland annat på Museum of Graffiti i Miami, Dunkers kulturhus i Helsingborg och Stillkicking Gallery tillsammans med Damian hirst & Banksy. Han är representerad i både offentliga och privata samlingar. Sapunar är även aktiv som konstpedagog och arbetar med barn och unga genom bland annat Skapande skola. 

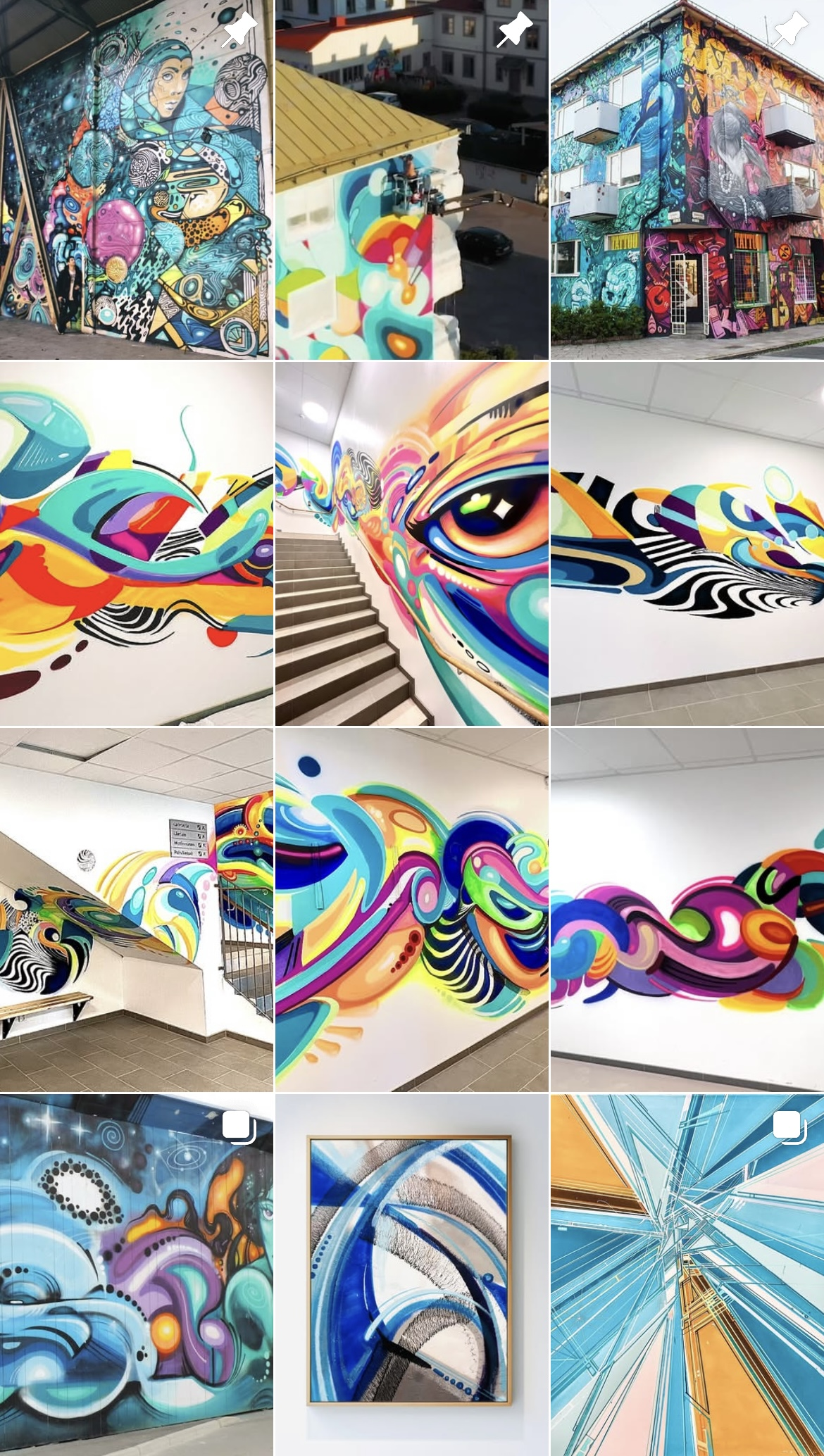

Genom sina workshops lär han ut muralteknik och kreativt självuttryck.